# De Romeinse lusthof
De Romeinse lusthof is het zeventiende stripalbum in de Asterix-stripreeks van René Goscinny en Albert Uderzo.

## Inhoud
Daar hij het Gallische dorp maar niet kan veroveren, besluit Julius Caesar het dorp in plaats daarvan te absorberen in de Romeinse cultuur, en aldus de verovering te bewerkstelligen. Hij heeft plannen om het hele bos rond het dorp te laten kappen en er een kolonie te stichten, genaamd de Romeinse lusthof. Het eerste gebouw, een luxe appartementencomplex, zal spoedig worden gebouwd.
Een groot aantal slaven wordt ingezet om het bos te kappen, gaande van Numidiërs, Iberiërs, Lusitaniërs, tot Goten, maar met behulp van magische eikels van Panoramix saboteren Asterix en Obelix hun werk door het gekapte bos net zo hard weer terug te laten groeien (tot groot plezier van Idéfix). De Romeinen pikken dit niet en dreigen de slaven te laten werken tot de dood. Asterix geeft de slaven wat toverdrank zodat ze zich kunnen verzetten, maar in plaats daarvan gebruiken de slaven de drank enkel om betere werkomstandigheden te eisen bij de Romeinen. Die gaan akkoord, en de slaven gaan gewoon door met hun werk. Asterix leert hiervan bij monde van de Numidische slavenleider, waardoor ze terug tot magische eikels overgaan. Aangezien de slaven echter pas vrij zullen worden gelaten wanneer er ten minste één gebouw staat, komt de slavenleider de zaak bepleiten bij Heroix. Tegen hun zin laten de Galliërs uiteindelijk toe dat de Romeinen de eerste fase van hun lusthof bouwen, zodat de slaven hun vrijheid herwinnen (waaronder de piraten, zo blijkt).
Al snel nemen de eerste families hun intrek in de Lusthof. Ze gaan geregeld winkelen in het Gallische dorp en de dorpelingen beginnen elk een eigen winkeltje voor deze toeristen. Dit heeft zware onderlinge concurrentie tot gevolg, evenals dat de Galliërs zich langzaam aan gaan passen aan de Romeinse gebruiken. Precies zoals Caesar had gehoopt. Panoramix begint te beseffen dat zulks de ware toedracht en motivering is die achter de Lusthof steekt.
Asterix en Obelix beramen een plan om de Lusthof weg te krijgen. Ze bewegen een Romeinse familie om uit hun appartement te vertrekken, waarbij Obelix zich als een dolle hond gedraagt tegen het koppel (wat hem heel overtuigend afgaat omdat hij "Idéfix goed in de gaten heeft gehouden wanneer hij het kwaad krijgt") en zorgen ervoor dat Assurancetourix in dit appartement komt. Assurancetourix' nachtelijke zangoefeningen leiden tot klachten van de andere inwoners van de Lusthof, en hij wordt eruit gegooid. Het nieuws dat een van hun stamgenoten uit de Lusthof is gezet maakt de Galliërs woedend (zoals Asterix had gehoopt), en ze bestormen het gebouw. Al snel is er van de Lusthof niets meer over behalve wat puin, waarna Asterix en Obelix weer nieuw bos aanplanten en alles weer netjes bij het oude komt.

## Personages
- Campus: de jonge architect van de Romeinse lusthof, wiens naam verwijst naar de campus als het terrein van een universiteit.
- Centurio Calenetus: de kale kampcommandant. Zijn naam betekent letterlijk "kale neet", een ietwat spottende verwijzing naar het feit dat Calenetus zo kaal is als een vlo.
- Duplicatha: de Numidiër die de leider is van de opstandige slaven. Zijn naam verwijst naar kopieën.
- Gaius Gaieszeverus: spelleider die een appartement in de Romeinse Lusthof verloot.

## Achtergrond
- Dit album speelt in op enkele politieke gebeurtenissen uit Frankrijk in de jaren 70. Zo zijn de onderhandelingen van de slaven met de Romeinen een referentie aan vakbonden uit die tijd.
- De multiculturele slaven zijn een parodie op gastarbeiders uit de jaren 60 en 70 van de 20ste eeuw. Het slavenleger bevat onder andere Goten, Belgen, Numidiërs, Iberiërs en Lusitaniërs. In historische zin vielen de laatste eigenlijk onder de Iberiërs, maar hier zijn ze neergezet als een parodie op moderne Portugezen.
- De quizmaster in het Circus Maximus, die een van de aanwezigen een verblijf in de Lusthof aanbiedt (toevallig het koppel dat nadien een razende Obelix aan het been krijgt in de Romeinse Lusthof), is gebaseerd op de Franse tv-entertainer Guy Lux.
- Julius Caesar spreekt in de derde persoon over zichzelf. Dat deden de echte Caesar in De bello Gallico en Charles de Gaulle in toespraken.
- Het Circus Maximus wordt in bovengenoemde scène neergezet als een arena waar gladiatorengevechten plaatsvonden. In werkelijkheid was het een hippodroom voor paardenrennen, de gladiatorengevechten vonden in het Colosseum plaats.

## Verfilming
De Romeinse lusthof werd verfilmd als Asterix en de Romeinse Lusthof. De langspeelfilm werd geregisseerd door Alexander Astier en verscheen eind 2014 in de bioscoop.